# کرینگیلا، نیو ساوت ولز
کرینگیلا (به انگلیسی: Cringila) یک حومه شهر در استرالیا است که در نیو ساوت ولز واقع شده‌است.